# Jerusalems förstöring
Jerusalems förstörelse kan syfta på två händelser i Jerusalems historia:
- Den första genom den babyloniske härskaren Nebukadnessar II år 586 f.Kr., då hans trupper erövrade huvudstaden i Juda rike och förstörde bland annat Jerusalems tempel som byggdes av kung Salomo ca 400 år tidigare.

- Den andra (och den som oftast åsyftas) genom den romerske generalen Titus år 70. då Serubbabels tempel, som restes efter återkomsten från den babyloniska fångenskapen runt år 500 f.Kr. och som kung Herodes den store byggde vidare på från år 20 f.Kr., förstördes. Titusbågen i Rom restes till minne av denna händelse. Den har även fått sin ögonvittnesskildrare i Josefus. Ett utdrag ur hans berättelse ingick i 1695 års psalmbok.

Händelserna är också ursprunget till det svenska idiomet Jerusalems förstörelse som använts i betydelsen total ödeläggelse i allmänhet.